# Back To The Pops
「Back To The Pops」(バック・トゥ・ザ・ポップス)は、GLAYのメジャー17枚目のオリジナルアルバム。2024年10月9日にポニーキャニオンから発売。

## 概要
前作『FREEDOM ONLY』より、約3年振りとなるオリジナルアルバム。
TAKURO曰く、本作は「ちゃんと正しく、30年目のGLAYデビューアルバム」との事で、GLAYとしてのPOPSを様々な角度から詰め込んだ一枚に仕上がったという。インタビューではTAKURO、HISASHIは以下のように語った。
また、TAKUROは「自分が聴いて、作ってきたJ-ROCKやJ-POPに対してもっと胸を張っていいんだという気持ちも生まれたし、それを後世に伝えていかなきゃいけないという責任感や使命も感じるようになった」とも述べており、自身のルーツミュージックからの影響が色濃く反映されたアルバムになった。
『Back To The Pops』というタイトルについては、TERU曰く「アルバムのコンセプトというか、「こういう方向性で楽曲を構築していこう」とメンバー間で情報共有するためのワードだった」との事で、「GLAYの30年を振り返った時に、新しい音楽にも挑戦してきたけれど、その根本には自分たちがバンドをやり始めた頃に影響を受けてきた日本のロックバンドのビートやポップ感が確実にあって。それがGLAYをGLAYたらしめてきたものだとTAKUROもよく言っていて、だからこそ30周年という節目にこのコンセプトを出してきたと思う」と語っていた。
また、楽曲の曲順は全てくじ引きで決められ、この模様が特典映像に収録される。くじ引きについては、TAKUROが以下のように語った。
サポートとして、各楽曲にピエール中野(ドラムス：#1、#12)、清塚信也(ピアノ：#12)、チャラン・ポ・ランタンの小春(アレンジ：#14)、GRe4N BOYZのHIDE(コーラス：#14)、そして南海キャンディーズの山里亮太(セリフ：#14)などが参加。
「CD Only盤」「CD+DVD盤」「G-DIRECT限定盤」の3タイプで展開。
本作の発売を記念して、柄本時生・武井咲出演、箭内道彦が監督を務めたショートドラマ『GLAY Back To The Pops “Albumovie”』を公開。

## 記録
オリコン週間アルバムランキングでは、初週で25,773枚を売り上げ、1位を獲得。2021年発売の『FREEDOM ONLY』以来3年ぶり、通算17作目となる首位獲得を果たしたほか、デジタルアルバム部門でも初週1,594DLで、通算2作目となる1位を獲得。更に合算アルバム部門でも、週間2万8016PTを記録し、通算3作目となる1位を獲得した。
Billboard JAPANでは、2024年10月16日公開（集計期間：2024年10月7日～10月13日）の総合アルバム・チャート“Hot Albums”で、CDセールス17,358枚、ダウンロード数1,525DLで総合首位を獲得。本チャートにおいては、2017年リリースの14thアルバム『SUMMERDELICS』、2020年リリースのベストアルバム『REVIEW II -BEST OF GLAY-』に次いで3度目の首位となった。
週間アルバム・セールス・チャート（Top Albums Sales）部門でも、初週17,358枚を売り上げ、1位を獲得。GLAYとしての同チャートでの首位獲得は、『REVIEW II -BEST OF GLAY-』（2020年3月18日発表チャート）以来、約4年7か月ぶり。オリジナルアルバムとしては2019年リリースの15thアルバム『NO DEMOCRACY』（2019年10月9日発表チャート）以来、約5年ぶり。
また、Billboard JAPANダウンロード・アルバム・チャート“Download Albums”（集計期間：2024年10月7日～10月13日）でも、1,525ダウンロード（DL）を売り上げて1位獲得。GLAYにとって、同チャートでの首位獲得は、16thアルバム『FREEDOM ONLY』以来、3年ぶりとなった。
2025年1月9日には、『第17回CDショップ大賞2025』の「赤」に選ばれた。

## 収録内容

### CD（全タイプ共通）
1. Romance Rose
  - TAKURO曰く、TAKUROが19〜20歳ぐらいの頃、警備員のアルバイトをしている時に作った曲で、HISASHIと共にZI:KILLの『CLOSE DANCE』を聴きながら「カッコいいな。こういう曲をつくりたいな」と思っていた。でも当時は作れず、試行錯誤しているうちにこの曲の原型ができ、もっとスカっぽい「♪ンチャツチャツチャツチャッ」というポジティブ・パンクの影響を受けたリズムだったとの事。だが、その裏打ちに耐えられる体力をデモ段階では持っていなくて、お蔵入りになり「いつこの曲を世に出すべきか？」と常に考えてはいた。そして「今回がいい機会かな」と思った瞬間から、アレンジも詞も変えて、ZI:KILLから安全地帯『安全地帯II』に方向転換をし、更にピエール中野のドラムによってレベッカ味も振り掛けた、との事[17]。ちなみにHISASHIには「『安全地帯Ⅱ』の頃の安全地帯サウンドとZI:KILLの『CLOSE DANCE』をくっつけた感じでやって」とリクエストしたという[30]。
  - 歌詞の原形は5割程度、との事。当時はワンコーラスしかなかったという。「Romance Rose」というタイトルは当時からそのままで、当時の所属事務所から「今TAKUROが持っている曲を全部、アコギでTERUとやってくれ」と言われて、30曲ぐらい録った中の1曲だった、との事[17]。
  - また、HISASHIはこの曲について「TAKUROのアイディアの中で、今作でやりたい曲が数曲あって。その中にあった、既に知っている曲のうちの一曲」との事で[18]、「位置付けで言うとすごくマイナーな存在の曲で。そういう曲は実は、流れで聴く中ではすごく大事だと思っているんですよ。僕がかなり手を入れてアレンジして、僕好みになった曲です。80年代に聴いていた音楽は、ギターがグイグイと楽曲を引っ張るような曲ではなくて、ハイファイな楽器たちがフィーチャーされていたんですよね。それを「嫌だな。もうちょっとギターが目立ちたいな」とは僕らは受け止めてはいなくて、「その中にいるギターがすごくカッコいいな」と思って聴いていたし。だからこの曲でも、頭から僕はギターを弾いていないんです。Bメロから入ってくるんだけど、サビも左手を添えるだけ、みたいなギターアプローチで。実は僕、そういう楽曲が好きなんですよ。 」と語った[18]。
  - ギターが抑えめなのも、シンセだとか、バンド以外の音を目立たせたかった、との事で(ギターソロは)「本当は要らないぐらいだったんですけどね。入れずに曲が極端に短くなるのもな……と思ったので、ギターソロというか、リフと中野くんのドラムとの間奏を入れているんですけども。派手なソロを弾きたい、というのはもう一切無くて」「途中で弾かないでアウトするところがあるとか、最後の1小節だけ出てくるとか。そういういびつな感じにしたかったんです」とも語っていた[18]。
  - ドラムにピエール中野を起用したのはHISASHIによる提案からであり、「彼のタムの使い方がすごく好きで。1番高い（音の）タムは、当時の80年代の音楽を象徴できるんじゃないかな？」と思ったのと、「エイトビートのタイトさ、とか。打ち込みをやっている時既に、僕の手癖で中野くんっぽい感じだったし、いわゆる手数ドラマーみたいな人のドラム要素が欲しかったので、中野くんにお願いしました。電子メスのような、切れ味の鋭い感じにしたかったんですよね。いろいろなきっかけがあってお願いした中野くんが、打ち込みを忠実に再現してくれました」との事[18]。
2. Buddy
3. シェア
4. さよならはやさしく
  - TAKURO曰く、2023年頃に出来た曲で、「「Winter,again」などに通じるひんやりとしたバラードをつくりたくて。ずっと頭の中で鳴っていたのが、とあるシャンプーのCMで、その雰囲気をモチーフにした」との事[17]。また「坂本さんへの追悼の想いは間違いなくあります。お世話になったしね。去年はずっと坂本さんの作品を聴いていて……関連するミュージシャンの方々、細野さんの『HOCHONO HOUSE』を聴き直したり、高橋さんのアルバムも聴いたり。YMOは特にそうで、音楽だけでなく文献もいろいろと読んだし、その中の1つの事象がこの曲なのかもしれないな。」とも述べた[17]。
  - 歌詞については「自分が親元から離れたような年代に子どもたちがなっていき、当然、自分にも同じことが降り掛かるわけですからね。でも、この曲だけでなく、子どもができてから俺が綴る言葉は全部遺言のようなもので。俺がもしいなくなっても、何か助言が欲しかったらGLAYの曲を聴けばいいし、生きる上での知恵みたいなものはそれで十分に伝わるんじゃないかな？とは思いながら書いてはいます。何なら子どもを持つ前からそう思っていました（笑）。それは自分の子どもに限らず、GLAYの音楽に触れた人がもし人生に迷って、もしGLAYがもう解散してバラバラだったとしても、メンバーがもういないとしても、俺らのような……器用なのか不器用なのか分からないけれど、そういう生き方しかできない人たちのヒントにはなるんじゃないかな？と思いながら、先を生きる者としては、いつも意識はしています。」との事[17]。
  - 「第66回日本レコード大賞」に出演した際には、「口唇」「Winter,again」とともに、この曲も披露した[31]。
5. 会心ノ一撃
  - 先行配信シングル。「グレンダイザーU」オープニングテーマ。
  - HISASHI曰く、この曲は制作スタッフから「クロムクロ」のオープニング・テーマソングとして書き下ろした「デストピア」の話をしていただいたので、「その辺だったら、GLAYの中では僕が得意とする作業だな」と思って引き受けた、との事[18]。
  - 制作にはGARIよりYOW-ROWも参加。HISASHI曰く「オンラインでのやり取りだったんですけども、何十時間も直にミーティングを重ねたんじゃないか？というぐらい、僕がやりたいことを分かってくれた音づくりとフレーズだったりしたので、すごくいいラリーになったんですよね。YOW-ROWくんと僕とTERUとで全体をつくり上げてからレコーディングに入りました。TERUのヴォーカルレコーディングで行った函館では、YOW-ROWくんにも即興でラップを入れてもらって。スタジオのミラクルを絶対的に僕は信じているし、せっかく函館に行ったんだったら、そういうふうにつくるのもいいですよね。アニメに使用される曲だ、ということを強く意識はして仕上げたんですけども、出来上がったオープニングを実際に観た時、「この画を事前に知っていたんじゃないか？」というぐらい、ピッタリとハマッていたんですよ。音楽とアニメーションが交わって、エネルギーに変わった瞬間は、すごくやりがいのあることだな、と感じましたね。」との事[18]。
  - 歌詞については「血の味」など、わざと皆の耳に引っ掛かるような言葉を選んだという。また、「歌詞に「VIVA LA VIE EN ROSE」と出るんですが、「昭和、平成と来たら、“令和のLA VIE EN ROSE”をつくろう」と思っていたんです。吉川晃司さん、デランジェ、GLAYと来たら綺麗な流れじゃないかな？と。“「桜」現象”みたいなことですよね（笑）」と語ったうえで、タイトルを「LA VIE EN ROSE」にしようと思っていたが、サビで2拍ブレイクの後で「会心ノ一撃」という言葉が出てくる時に「「あ、でも答えとしては”会心ノ一撃”なんじゃないかな？」と。いろいろな作品の中で聞く言葉であったり、そういう名前のグループもいたりするんだけれども。最初で最後1発しか使えない必殺技、というのもグレンダイザーっぽくていいんじゃないかな？と。この歌詞とタイトルを大事に扱っていこう、と思ったきっかけですね。 」とも語った[18]。
  - 先行シングル版とは「王様だれだ？」という歌詞のところでのアレンジが異なる。これはHISASHI曰く「YouTuberの人の声を入れてるんです。デモを作る時にコムドットとばんばんざいがコラボしたときの音声をサンプリングして入れたんですけど、レコーディング中に亀田さんから「ここどうします？」と聞かれて、「このままいきたいんですよね」って（笑）。コムドットとばんばんざいにお願いして、許諾をいただきました。」との事[32]。
6. 海峡の街にて
7. BRIGHTEN UP
  - TAKURO曰く、この曲のサビは90年代には既にあり、Bメロも別の曲のBメロとして古くからあり、Aメロだけ2010年以降に作った、との事[17]。また、「whodunit」はこのサビが来るヴァージョンもあったらしい[17]。
  - イントロには歌詞カードにはないフレーズがあるが、これはTAKURO曰く「「For 30 years we’ve been looking for little things little things(訳：30年間小さなものを探していたんだ)」と歌っていて、小さいものを探して続けて、今もそうで……という感じですね。」との事。ちなみに元々は青春パンクみたいな曲だったらしい[17]。
  - また、HISASHIは「完全にUP-BEATのエイトビートのイメージだったんですよね。だから、やっぱりドラムは永井さんしかいないだろうな、と。この曲もシンセの使い方にこだわった曲です。ローファイ・ストリングスを使うと弦っぽく聴こえなくて、年代がバグッて聴こえる、みたいな。そうやってつくったイントロは「美しいな」と。時代とか国とかがちょっと分からなくなるようなエッセンスというのは、全曲に通じる目標でもあったかな、と思います。」と語った[18]。
  - 9月18日より先行配信された[33][34][35][36]。
  - 2025年1月19日には、尾田栄一郎が手がけた周年のキービジュアルをCGで動かしたアニメーションで制作されたMVが公開された[37]。
8. V.
  - TAKURO曰く「（氷室京介の）「WILD AT NIGHT」に憧れすぎて作った」との事。仮タイトルもモチーフ曲から「TAKURO AT NIGHT」と名付けられており、TERUはアルバム発表資料を見たときに正式タイトルを初めて知ったという。
  - HISASHI曰く「コーラスも含め、本当にバンドの音しか入っていないです。最初にTAKUROのすごくストレートでシンプルなラフが送られてきたんですよね。何と言うか、もう、どんな料理にもなるような食材で。それを1番ストレートにシンプルに、その曲の味が出るものにしたいなと思って。割と（焼き方に譬えると）レアで、新鮮なうちにお届け、みたいなつくり方にしました。」との事[18]。また、そのうえでHISASHIは「ストレートなアプローチというよりは「どこに音符を置いたら面白いだろうか？」という意識でフレーズづくりをしました。例えば「こんなに気持ちいいのに、なんでそんなテンポ感なんだろう？」とも述べた[18]。
  - ギターソロは前半はTAKUROが担当した。これについてはHISASHI曰く「フレーズが結構スケールアウトしているんですよ。前だったら「これ、大丈夫かな？」と思うようなところだけど、今は「外れていて何がおかしいんだろう？」という感じだから。その曲に対してのもう1つのメッセージというか、「そういう音って無いかな？」と探しながら弾いていますね。」との事[18]。
9. Beautiful like you
  - TAKURO曰く、この曲のサビは94、95年ごろには既にあって、「いいメロディーなのかも」と思うまでに20年ぐらい掛かった、との事[17]。当初は「ダーリンダーリンミー〜」みたいな歌詞が付いていたが、「なんてカッコ悪いんだろう」と思っており、「歌詞もヘッポコだしメロディーも土臭い、田舎っぽい」とも思っていたが、「キャッチーなメロディーというのはバタ臭いから、こちらの成長を待たなきゃいけないんですよね。それがある時「Beautiful beautiful〜」にすれば悪くないじゃない？」」となった、との事[17]。
  - HISASHIはこの曲について「「Beautiful like you」なんて、あれはもうX JAPANのバラードでしょ。TAKUROが好きなので（笑）[38]」と印象を述べた。
  - 制作には川村ケンも参加。TAKURO曰く「ケンさんのアレンジとゴスペルのコーラスが入った時、こういうある種の教会音楽みたいなイメージが浮かんだんです。『HC episode 3 -GLAY HIGHCOMMUNICATIONS TOUR 2023 -The Ghost Hunter- in Port Messe Nagoya-』の聖母マリアのジャケットのように、母親が子どもを思う気持ち、という視点は自分にはなかったけれども、それを表現するには教会音楽みたいなプローチが合うかな？」との事[17]。
  - また、TAKURO曰くこの曲のテーマは「対象の旅立つ背中を見ているようなラブソング」であり、「「海峡の街にて」もそうだけど、「海峡〜」のほうがもう少し距離が遠いかな？　人との距離に関しては、曲によってそれぞれあるなぁと思います。目の前で向き合っているのか、同じ未来を見ているのか、その人の後ろにいて背中、後頭部を見てるのか。そういうイメージは、どの曲にもそれぞれにあります。 」との事[17]。
  - HBC北海道放送ドラマ「三笠のキングと、あと数人」主題歌[39][40][41][42]。
10. whodunit-GLAY × JAY(ENHYPEN)-
11. その恋は綺麗な形をしていない
  - 「このアルバムで最もポップなのどれか？」との問いにTAKUROは本曲を挙げた[17]。
  - また、TAKURO曰く「こういう曲調は、90年代にはやってないですね。「BELOVED」だの「口唇」だの、ちょっと斜に構えてたじゃないですか？　当時の俺たちのヴィジュアルにこの曲も合わないだろうしね（笑）」と語ったうえで、「どんな感じになるのかも分からなかったんだけど、この手の曲は本当に楽しいんですよ。8ビートで仕掛けもいっぱいあって、エンディングの「♪デデデデーン！」みたいなベタを心から楽しめるようになると、ベタにも力が宿るというか。本気でやれば、それは伝統になるから。」とも語った[17]。
12. なんて野蛮にECSTASY
  - 制作には清塚信也、ピエール中野も参加。清塚とは「テレビ朝日ドリームフェスティバル2022」では共演したが[43]、GLAYの楽曲のレコーディングへの参加はこれが初[17]。TAKURO曰く「GLAYの中にあの天才ピアニストが！という、その1点のみですよね。この曲がたまたま合いそうだったからこの曲のゲストに来てもらっただけで、俺はひたすら「GLAYのアルバムの中で清塚くんのピアノが鳴っていてほしい」とだけ思っていて。」との事[17]。また、「今回のアルバムは30周年だから、とにかく楽しい仲間とやりたいな、と。JAY(ENHYPEN)も含めてだし、中野くんも斎藤さんもそうだし。わりと意識的に「ゲストを呼ぼう」という雰囲気ではありました。ハードロックフォーマットに情けない男の言葉を、とんでもない身近な言葉をぶっこんでくるのはB'zスタイルかな？」とも語った[17]。
  - 清塚のパートは後から入れたという[17]。TAKURO曰く「清塚くんには何回か弾いてもらって、間奏の部分は素晴らしいテイクが3つぐらい残っているので、20年後のアンソロジーでは別ヴァージョンを聴けますよ。 」との事[17]。
  - また、HISASHI曰く「聴いた時に「すげぇメタルな曲だな」と思って。元からツーバスだったし。中野くんは彼の解釈で叩いているから、ミクスチャー感が出ている曲にはなりましたね。B'z感もあるし、この曲はいろいろなものが入ってるよね。」との事[18]。ちなみにデモでは永井利光がドラムを担当していたらしい[18]。
  - 制作についてはHISASHI曰く「単体としてツルッと繋がった1曲があったんですけれども、後で切って、清塚さんパートをフィーチャーしてつくる、という形でしたね。間奏も元々はピッタリと(現在は分割されている前後が)くっ付いていて。中野くんのドラムもそうだけど、この曲は狂気だとか、そういったものを感じたかったんですよね。ヒリヒリした感じが欲しかった。その瞬間がアルバムというパッケージに収められるような、すごい緊張感。それをやってみたかったんです。この曲はTAKUROのデモのアレンジがかなり完成されていたので、僕として特筆すべき点は、清塚さんの間奏の直前です。ものすごく緊張感のあるパートなんですけども、僕がつくったリフに中野くんがドラムを合わせてくる、あそこが1番聴きどころじゃないかな？と思っております。」との事[18]。
13. シャルロ
  - JIRO作曲。TAKURO曰く「もしJIROがR&B系の「THE GHOST」みたいな曲をつくってきたら、たぶんこのアルバムにはなっていなかったと思う。R&B系に寄せるつもりで準備もしていたんだけどね。去年の“デモテープ1000本ノック”は、あくまでも何があっても大丈夫なように準備をしておくこととか、メンバー同士のキャッチアップみたいなもので、「次のアルバムはこうだよ」というメッセージのつもりは俺としては特になかったんですだけど。」との事[17]。また、「俺はセブンス(コード)をあまり使わないからね。JIROの曲にはセブンスがよく似合うから、楽器陣もそれを入れたりして。コード進行で言うとまずシンプルなスリーコードが基本。UK寄りというか、J-POPフォーマットではないからなぁ。」とも語った[17]。
  - 作詞はTAKUROが担当した。TAKURO曰く「シャルロ」というタイトルが浮かんだ時点で「やんちゃな女の子がしゃべっているのを黙って聴いてる、みたいな曲にしたいなと思っていた」との事。また「まるでラジオのチューニングをグイグイと変えてくように、シャルロが二人称の相手と、3秒ごとに話題が変わっていくような会話をしている、みたいな歌にならないかな？って。イントロのHISASHIのギターがZIGGYのようで、俺の心を掴みましたけどね。「I'M GETTIN' BLUE」でも始まるのかい？みたいなフレーズで。ちょうどその前にKENZI & THE TRIPSをHISASHIと観に行って、「やっぱりシンプルな3ピースギターバンドっていいよな」とも言い合っていたんです。」とも語った[17]。
  - JIROはこの曲の原型は「THE GHOST」と同じ時期に作っていたという。「THE GHOST」がR&Bテイストを意識し、かなり実験的だなと思っていた一方で、本曲は“いかにもGLAYのJIROが作りそうな曲”というテーマで書いた、との事[44]。
14. Back Home With Mrs.Snowman
  - アルバムの最後を飾る曲だが、これはTAKURO曰く「くじ引きで「1回だけ曲順を変えていいよ」というカードを引いた亀田さんが、メンバー皆の「分かるよね……？！」という視線を受けて（笑）、アルバム最後の曲になりました。最後のほうまでこの曲のくじが出なくて、「綺麗に決まるかも？」とも思ったんだけど、ラス前ぐらいに出たので。」との事[17]。
  - アレンジにチャラン・ポ・ランタンの小春、斎藤有太がエレクトリックピアノ、Gre4N BOYZよりHIDE、南海キャンディーズの山里亮太がレコーディングで参加。TAKURO曰く、本曲のデモ自体は15年前くらいからあったそうで、「年末ソング」をテーマにした歌詞で、TERUにも何度か歌入れをしてもらったという[17]。TAKURO曰く「『お正月』以来の、日本が世界に送る年末ソングなんじゃないかな？　「冬休みどうする？」という曲だもんね。しかも、雪がどうとか歌っていて、明らかに北海道な気もするし。自分のことだとは思わないけども、20代のカップルが年末年始の過ごし方を話し合っているような、そんな歌だよね。勝手に歌詞が出てきたから、なぜそうなったかは知らないけれど。また不思議な歌できたなぁと思って。」「例えばこの曲だったら、男性も女性もたぶん仕事を持っているよね。付き合って何年なのか、もしかしたら結婚の約束をしているのかもしれない。でも最近お互いの仕事が忙しくてすれ違うことも多くて。だけど希望や夢は持っていて、みたいな。何ていうか、そういう物語づくりに近いかな？　今回はどの曲もそうでしたね。カラオケにするならちゃんとそれぞれの場面で演じる台本がある、というか。是非、カラオケ業者の皆様には、この詞の通りに映像をつくってほしいものですね。 」との事[17]。
  - また、TERUによれば、この曲に山里亮太とGRe4N BOYZ・HIDEが参加したいきさつについて、「山ちゃんと僕が函館の街を紹介する番組の収録があって。それで、山ちゃんを僕に紹介してくれたのがHIDEくんで、「僕も遊びに行っていいですか？」と函館まで来てくれたんです。その後、みんなでスタジオに集まってお酒を飲んでいた時に、TAKUROが「こんな曲があるんだけど、参加してくれない？」と、もうお酒の勢いで決まったようなものでした(笑)。」と語った[20]。函館の花火のSEも収録されているが、これについても「ファンのみなさんがよく「函館で聴くGLAYは格別だ」と言ってくれるんです。自分の住む街で聴くのもいいけど、函館で聴くとぜんぜん違うものがあると。じゃあそれを音源に閉じ込めるにはどうしたらいいか？ということで、7年ほど前に函館にスタジオを構えて、歌入れは全部そこでやってるんです。それをきっかけにメンバーも改めて自分が生まれ育った場所を振り返る機会ができたと言ってくれます。」と語った[20]。

### DVD（CD＋DVD盤）
- GLAY DAY SPECIAL “LIVE BY THE SEA”

1. SOUL LOVE
2. V.
3. Beautiful like you

- さよならはやさしく Music Video
- シェア Music Video
- Back To The Pops Member Interview & Documentary short ver.
- GLAY 30th Anniversary GLAY EXPO 2024-2025 in BELLUNA DOME

1. サバイバル
2. whodunit-GLAY × JAY(ENHYPEN)-

### Blu-ray（G-DIRECT限定盤）
- GLAY DAY SPECIAL “LIVE BY THE SEA”

1. SOUL LOVE
2. シャルロ
3. V.
4. 会心ノ一撃
5. サバイバル
6. Beautiful like you

- さよならはやさしく Music Video
- シェア Music Video
- Back To The Pops Member Interview & Documentary
- GLAY DAY SPECIAL “LIVE BY THE SEA” Documentary
- 風とロック さいしょでさいごのスーパーアリーナ “FURUSATO”

1. 生きてく強さ
2. 春を愛する人
3. 雪割り桜
4. BEAUTIFUL DREAMER

- SUMMER SONIC 2024

1. Blue Jean
2. BLEEZE
3. 会心ノ一撃
4. FATSOUNDS
5. SHUTTER SPEEDSのテーマ

- GLAY 30th Anniversary GLAY EXPO 2024-2025 in BELLUNA DOME

1. サバイバル
2. whodunit-GLAY × JAY(ENHYPEN)-

### 封入GOODS（G-DIRECT限定盤）
- Leather key case

## 演奏
- JAY (ENHYPEN)：Vocal (#10)
- 永井利光：Drums (#2.3.4.6-11.13-14)
- ピエール中野 (凛として時雨)：Drums (#1.12)
- 斎藤有太：Piano & Organ (#2.3.6.11.14)
- 川村ケン：Piano (#9)
- 清塚信也：Piano (#4)
- 村山☆潤
  - Piano (#12)
  - Programming (#4)
- 山本拓夫：Saxophone (#2)
- 西村浩二：Trumpet (#2)
- 村田陽一：Trombone (#2)
- 島田光理ストリングス：Strings (#4)
- 今野均：Strings (#6)
- 小春 (チャラン・ポ・ランタン)：Accordion (#14)
- 岡村トモ子：Saxophone (#14)
- 山本茉莉奈：Clarinet (#14)
- 織田祐亮：Trumpet (#14)
- SHINNOSUKE：Trombone (#14)
- LAZY：Chorus (#6.9)
- MARISA, 青輝波美賀, 早川咲, 大山佳祐：Chorus (#9)
- HIDE GRe4N BOYZ：Chorus (#14)
- コムドット、ばんばんざい：Voice (#5)
- 山里亮太 (南海キャンディーズ)：Voice (#14)
- 豊田泰孝：Programming (#2.3.7.10.11.14)
- YOW-ROW：Programming & Rap (#5)